# Trois-Rivières (Bas-Canada)
Pour les articles homonymes, voir Trois-Rivières.
Trois-Rivières est un district électoral de la Chambre d'assemblée du Bas-Canada ayant existé de 1792 à 1838.

## Histoire
Son territoire correspond à celui de la cité de Trois-Rivières. Trois-Rivières est l'un des 27 districts électoraux instaurés lors de la création du Bas-Canada par l'Acte constitutionnel de 1791. Il s'agit d'un district représenté conjointement par deux députés, parfois d’allégeance différente. Il est suspendu de 1838 à 1841 en raison de la Rébellion des Patriotes. Le district électoral du même nom lui succède à l'intérieur de la province du Canada. À partir de 1841, le district est conservé au sein du Parlement de la province du Canada.

## Liste des députés

### Siègeno1
| Années | Années      | Député                | Parti       |
| ------ | ----------- | --------------------- | ----------- |
|        | 1792 - 1796 | John Lees             | Bureaucrate |
|        | 1796 - 1800 | John Lees             | Bureaucrate |
|        | 1800 - 1804 | John Lees             | Bureaucrate |
|        | 1804 - 1807 | John Lees             | Bureaucrate |
|        | 1807 - 1808 | Ezekiel Hart          | Bureaucrate |
|        | 1808 - 1809 | Ezekiel Hart          | Bureaucrate |
|        | 1809 - 1810 | Mathew Bell           | Bureaucrate |
|        | 1810 - 1814 | Mathew Bell           | Bureaucrate |
|        | 1814 - 1816 | Charles Richard Ogden | Bureaucrate |
|        | 1816 - 1820 | Charles Richard Ogden | Bureaucrate |
|        | 1820 - 1820 | Charles Richard Ogden | Bureaucrate |
|        | 1820 - 1824 | Charles Richard Ogden | Bureaucrate |
|        | 1824 - 1826 | Étienne Ranvoyzé      | Canadien    |
|        | 1826 - 1827 | Charles Richard Ogden | Bureaucrate |
|        | 1827 - 1830 | Charles Richard Ogden | Bureaucrate |
|        | 1830 - 1833 | Charles Richard Ogden | Bureaucrate |
|        | 1833 - 1834 | Jean Desfossés        | Patriote    |
|        | 1834 - 1838 | Edward Barnard        | Patriote    |

### Siègeno2
| Années | Années      | Député                              | Parti       |
| ------ | ----------- | ----------------------------------- | ----------- |
|        | 1792 - 1796 | Nicolas Saint-Martin                | Canadien    |
|        | 1796 - 1800 | Pierre-Amable de Bonne              | Bureaucrate |
|        | 1800 - 1804 | Pierre-Amable de Bonne              | Bureaucrate |
|        | 1804 - 1808 | Louis-Charles Foucher               | Bureaucrate |
|        | 1808 - 1809 | Joseph Badeaux                      | Bureaucrate |
|        | 1809 - 1810 | Joseph Badeaux                      | Bureaucrate |
|        | 1810 - 1814 | Thomas Coffin                       | Bureaucrate |
|        | 1814 - 1816 | Amable Berthelot                    | Canadien    |
|        | 1816 - 1820 | Pierre Vézina                       | Bureaucrate |
|        | 1820 - 1820 | Marie-Joseph Godefroy de Tonnancour | Canadien    |
|        | 1820 - 1824 | Joseph Badeaux                      | Bureaucrate |
|        | 1824 - 1827 | Amable Berthelot                    | Canadien    |
|        | 1827 - 1830 | Pierre-Benjamin Dumoulin            | Patriote    |
|        | 1830 - 1832 | Pierre-Benjamin Dumoulin            | Patriote    |
|        | 1832 - 1834 | René-Joseph Kimber                  | Patriote    |
|        | 1834 - 1838 | René-Joseph Kimber                  | Patriote    |